# Capeína
En Tauromaquia, la capeína es un vistoso muletazo, similar al pase de las flores, pero empleado por los toreros para iniciar una tanda de derechazos.

## Diferencia con el pase de las flores
Si bien, estética y visualmente, la capeína guarda muchísimas similitudes con la suerte creada por Victoriano de la Serna y Gil, se diferencia de la inspirada porque, en la ideada por el salmantino Pedro Gutiérrez Moya “Niño de la Capea”, el torero no sale andando al finalizar el muletazo, sino que, en completa quietud, espera una nueva embestida para comenzar con una serie de pases con la mano derecha.

## Ejecución
Para ejecutar la capeína el torero debe situarse frente al toro, a mayor distancia, mayor emoción e incertidumbre (razón por la que suele usarse para empezar la faena, ya sea en el tercio o en los medios), con la muleta en la mano derecha, por delante del cuerpo del torero, ofreciendo al toro el dorso de la muleta y enganchando así su embestida, la que pasa por el costado derecho del torero, al tiempo que se lleva la muleta a la cadera en posición vertical y se envuelve en el toro con estoica quietud. Una vez que el animal ha pasado, el torero, sin enmendar su posición, se pasa nuevamente la muleta por delante, gira la cintura y aguarda una nueva embestida para comenzar, entonces, una serie de derechazos.

La capeína se puede ejecutar a pie junto o con el compás abierto, igualmente de rodillas o semigenuflexo para aumentar la espectacularidad e, incluso, con la mano izquierda, o a dos manos, como varias veces la hizo El Pana.

Algunos intérpretes contemporáneos de esta suerte son Alejandro Talavante, Enrique Ponce, José Garrido, José Tomás o Cesar Jiménez